# Mi general
Mi general es una película española de 1987, dirigida por Jaime de Armiñán con guion del propio Armiñán, Manuel Pilares y Fernando Fernán Gómez, quien también fue uno de sus actores protagonistas.
Para el asesoramiento musical contó con la participación del grupo Vainica Doble.
Fue rodada en localizaciones de Gerona y en el casino de la Alianza del Pueblo Nuevo.  

## Argumento
Un grupo de generales de avanzada edad se ven obligados a asistir a un cursillo sobre técnicas modernas de guerra espacial para ponerse al día. Los profesores son cinco capitanes jóvenes muy capacitados. Pronto surgen los conflictos porque los generales no aceptan con agrado que militares de rango inferior les den lecciones, e incluso empiezan a comportarse como adolescentes en las aulas.

## Reparto
- Fernando Rey - Director Almirante
- Fernando Fernán Gómez - General Mario del Pozo
- Héctor Alterio - General Víctor Mendizábal
- Mónica Randall - Beatriz Palomares
- José Luis López Vázquez - General Torres
- Rafael Alonso - General Izquierdo
- Joaquín Kremel - Capitán Antonio Sarabia
- Álvaro de Luna - Comandante Barbadillo
- Alfred Lucchetti - General Álvaro Piñeiro
- Joan Borràs - Teniente Coronel Pazos
- Manuel Torremocha - General Serrano
- Juanjo Puigcorbé - Capitán Eusebio Pujol
- Amparo Baró - Señora Crespo
- Mercedes Alonso - Pepa

## Recepción
Según la revista Fotogramas, la película no fue satisfactoria pues "Armiñán construyó un film que apunta demasiadas posibilidades para acabar explotándolas insuficientemente. Parece autolimitarse por un respeto excesivo hacia el estamento que retrata".

## Premios
- Premio Especial del Jurado en el Festival de Montreal de 1987. [3]
- Fue nominada al Goya al mejor montaje. [4]